# بوبلار بلوف (ميزوري)
بوبلار بلوف (بالإنجليزية: Poplar Bluff city, Missouri)‏ هي مدينة تقع بولاية ميزوري في الولايات المتحدة. تبلغ مساحتها 34.22 كم2، وترتفع عن سطح البحر 110.03280000000001 م، بلغ عدد سكانها 17,023 نسمة في عام 2010 حسب إحصاء مكتب تعداد الولايات المتحدة وتصل الكثافة السكانية فيها 497.5 نسمة لكل كيلومتر مربع (1,288.5/ميل2).

## التركيبة السكانية
حدّد مكتب تعداد الولايات المتحدة بيانات التركيبة السكانية لبوبلار بلوف في تعداد الولايات المتحدة. في ما يلي، التركيبة السكانية حسب تعدادي 2000 و2010.

### تعداد عام 2000
بلغ عدد سكان بوبلار بلوف 16,651 نسمة بحسب تعداد عام 2000، وبلغ عدد الأسر 7,077 أسرة وعدد العائلات 4,297 عائلة مقيمة في المدينة. في حين سجلت الكثافة السكانية 486.6 نسمة لكل كيلومتر مربع (1,260.3/ميل2). وبلغ عدد الوحدات السكنية 7,871 وحدة بمتوسط كثافة قدره 230 لكل كيلومتر مربع (595.7/ميل2).
وتوزع التركيب العرقي للمدينة بنسبة 87.04% من البيض و9.71% من الأمريكيين الأفارقة و0.55% من الأمريكيين الأصليين و0.52% من الأمريكيين ذوي الأصول الآسيوية و0.48% من الأعراق الأخرى و1.71% من عرقين مختلطين أو أكثر و1.35% من الهسبانيون أو اللاتينيون من أي عرق.
بلغ عدد الأسر 7,077 أسرة كانت نسبة 31.3% منها لديها أطفال تحت سن الثامنة عشر تعيش معهم، وبلغت نسبة الأزواج القاطنين مع بعضهم البعض 41.8% من أصل المجموع الكلي للأسر، ونسبة 15.5% من الأسر كان لديها معيلات من الإناث دون وجود شريك، بينما كانت نسبة 3.5% من الأسر لديها معيلون من الذكور دون وجود شريكة وكانت نسبة 39.3% من غير العائلات. تألفت نسبة 34.9% من أصل جميع الأسر من عدة أفراد يعيشون في نفس المنزل ونسبة 17% كانت تتألف من شخص يعيش بمفرده يبلغ من العمر 65 عاماً أو أكثر. وبلغ متوسط حجم الأسرة المعيشية 2.27، أما متوسط حجم العائلات فبلغ 2.91.
بلغ العمر الوسطي للسكان 38.7 عاماً. وكانت نسبة 24.2% من القاطنين تحت سن الثامنة عشر، وكانت نسبة 8.6% بين الثامنة عشر والرابعة والعشرين عاماً، ونسبة 24.9% كانت واقعةً في الفئة العمرية ما بين الخامسة والعشرين والرابعة والأربعين عاماً، ونسبة 21% كانت ما بين الخامسة والأربعين والرابعة والستين، ونسبة 17.7% كانت ضمن فئة الخامسة والستين عاماً فما فوق. يوجد لكل 100 أنثى 83.0 ذكر، ويوجد لكل 100 أنثى في الثامنة عشر من عمرها فما فوق 77.4 ذكر.
بلغ متوسط دخل الأسرة في المدينة 22,068 دولارًا، أما متوسط دخل العائلة فبلغ 28,744 دولارًا. وكان متوسط دخل الذكور 23,851 دولارًا مقابل 18,770 دولارًا للإناث. وسجل دخل الفرد الخاص بالمدينة 13,996 دولارًا. وكانت نسبة 19.3% من العائلات ونسبة 24.4% من السكان تحت خط الفقر، وكان من هؤلاء نسبة 34.5% تحت سن الثامنة عشر ونسبة 17.6% في الخامسة والستين من العمر وما فوق.

### تعداد عام 2010
بلغ عدد سكان بوبلار بلوف 17,023 نسمة بحسب تعداد عام 2010، وبلغ عدد الأسر 7,181 أسرة وعدد العائلات 4,154 عائلة مقيمة في المدينة. في حين سجلت الكثافة السكانية 497.5 نسمة لكل كيلومتر مربع (1,288.5/ميل2). وبلغ عدد الوحدات السكنية 8,038 وحدة بمتوسط كثافة قدره 234.9 لكل كيلومتر مربع (608.4/ميل2).
وتوزع التركيب العرقي للمدينة بنسبة 84.79% من البيض و9.97% من الأمريكيين الأفارقة و0.53% من الأمريكيين الأصليين و0.89% من الأمريكيين ذوي الأصول الآسيوية و0.06% من سكان جزر المحيط الهادئ و0.90% من الأعراق الأخرى و2.84% من عرقين مختلطين أو أكثر و2.21% من الهسبانيون أو اللاتينيون من أي عرق.
بلغ عدد الأسر 7,181 أسرة كانت نسبة 30.5% منها لديها أطفال تحت سن الثامنة عشر تعيش معهم، وبلغت نسبة الأزواج القاطنين مع بعضهم البعض 35.1% من أصل المجموع الكلي للأسر، ونسبة 17.6% من الأسر كان لديها معيلات من الإناث دون وجود شريك، بينما كانت نسبة 5.2% من الأسر لديها معيلون من الذكور دون وجود شريكة وكانت نسبة 42.2% من غير العائلات. تألفت نسبة 36.1% من أصل جميع الأسر من عدة أفراد يعيشون في نفس المنزل ونسبة 15.3% كانت تتألف من شخص يعيش بمفرده يبلغ من العمر 65 عاماً أو أكثر. وبلغ متوسط حجم الأسرة المعيشية 2.28، أما متوسط حجم العائلات فبلغ 2.94.
بلغ العمر الوسطي للسكان 38.4 عاماً. وكانت نسبة 24.2% من القاطنين تحت سن الثامنة عشر، وكانت نسبة 9.5% بين الثامنة عشر والرابعة والعشرين عاماً، ونسبة 23.6% كانت واقعةً في الفئة العمرية ما بين الخامسة والعشرين والرابعة والأربعين عاماً، ونسبة 24.5% كانت ما بين الخامسة والأربعين والرابعة والستين، ونسبة 18.2% كانت ضمن فئة الخامسة والستين عاماً فما فوق. وتوزع التركيب الجنسي للسكان بنسبة 45.9% ذكور و54.1% إناث.

## وصلات خارجية
- الموقع الرسمي